# 俄羅斯聯邦會議
俄羅斯聯邦會議（羅馬化：Federalnoye Sobraniye）是俄羅斯聯邦的国家立法機關。

## 簡介
1993年俄羅斯憲法，俄羅斯聯邦會議取代俄羅斯聯邦人民代表大會。聯邦會議由下議院「國家杜馬」和上議院「聯邦委員會」組成，兩院都位於莫斯科。
所有法案，即使是由聯邦委員會提交，首先必須由國家杜馬審議。議案由國家杜馬多數通過後，法律草案由聯邦委員會審議，聯邦委員會有14天時間審議。由國家杜馬所通過的法案聯邦委員會不能作出改變，只能批准或拒絕該法案。如果聯邦委員會否決國家杜馬的法案，兩院可以組成一個調解委員會，以制定出一個妥協版本的法例。
俄國採取「下議院優越制度」，如果兩院仍不能達成妥協，或國家杜馬堅持所通過的條例草案，國家杜馬在取得三分之二的贊成票後可以否決聯邦委員會決定。